# Пастрана, Офелия
Офелия Пастрана Ардила (исп. Ophelia Pastrana; род. 4 октября 1982 года) — колумбийско-мексиканская трансгендерная женщина, физик, экономист, спикер, YouTube блогер, и комик. Она живёт в Мексике много лет.
Пастрана сделала каминг-аут как трансгендерная женщина в 2012 году.

## Награды
В 2018 году она была включена в список 100 женщин по версии Би-би-си.